# Església de Sant Llorenç de Lleida
L'Església de Sant Llorenç de Lleida és una església de Lleida, d'estil romànic datada al segle xii, però amb ampliacions i acabaments gòtics. És la segona en importància de la ciutat després de la seu vella. És una obra declarada bé cultural d'interès nacional.

## Descripció
L'església de Sant Llorenç està situada al centre del barri antic de Lleida, entre dues places, la plaça de Sant Josep i la plaça de Sant Llorenç. És un edifici de quatre naus: la nau central o la que equivaldria al temple primitiu, és d'estil romànic coberta amb volta de canó una mica apuntada i dividida en tres trams per arcs torals que descansen sobre unes columnes bessones adossades als pilars amb una estructura molt similar a la de la Seu Vella, car va ser construïda pels escultors i picapedrers que treballaven a ordres del mestre d'obra Pere de Coma, també mestre que va construir la Seu Vella. Aquesta nau conserva als seus peus, la porta més antiga del temple, que en època medieval, es comunicava amb un antic cementiri. Sota l'espai del presbiteri hi ha una cripta, que a partir del segle xviii, quan els serveis catedralicis foren traslladats a Sant Llorenç, funcionà com a baptisteri.
Durant la primera meitat del segle xiv se li afegeixen les dues naus laterals, la nau de Santa Bàrbara i la nau de Santa Llúcia, les dues d'estil gòtic i comunicades amb la nau central mitjançant arcs apuntats de forma desigual recolzats en els murs romànics.
Mentre que, a finals de segle o principis del segle xv, s'amplià l'església amb una nova nau, la qual s'anomenà nau de Santa Úrsula i fou promoguda per la família del noble Berenguer Gallart. A aquesta nau s'adossà una torre-campanar i es va fer una porta d'entrada, que és l'actual pòrtic per on s'entra al temple i que s'assembla a la Portada dels Fillols de la Seu. Aquestes dues últimes modificacions també van ser sufragades per la família Gallart.

## L'interior del temple

### La nau de Santa Bàrbara
Situada a la part nord del temple, aquest espai es divideix en tres parts, cobertes cadascuna de voltes de creueria.
En una de les parts s'hi construí una capella, l'any 1407, que rebé el nom de Capella de l'Esperança. En aquest mateix lloc, ara s'hi conserva el retaule de Santa Llúcia, reubicat l'any 1942; però on abans hi havia mobiliari antic i una decoració diferent. Una peça més del tresor artístic de Bartomeu de Robió. Aquesta obra és també feta amb pedra, fou un instrument de catequesi cristiana en aquells moments en què existien molt pocs mitjans de difusió.
Situades a la vora d'aquesta capella, s'obren tres capelles més, construïdes al segle xv i cobertes cadascuna amb una volta de perfil apuntat. Les quals reben els següents noms:
- Capella de la Mare de Déu dels Pagesos: on s'hi guarda la imatge de la Mare de Déu de l'Esperança.
- Capella de Sant Blai: dedicada a Sant Blai a través d'una taula pictòrica pintada per Jaume Ferrer II, l'any 1450 i emmarcada amb un marc de fusta neogòtic realitzat per Ramon Borràs.

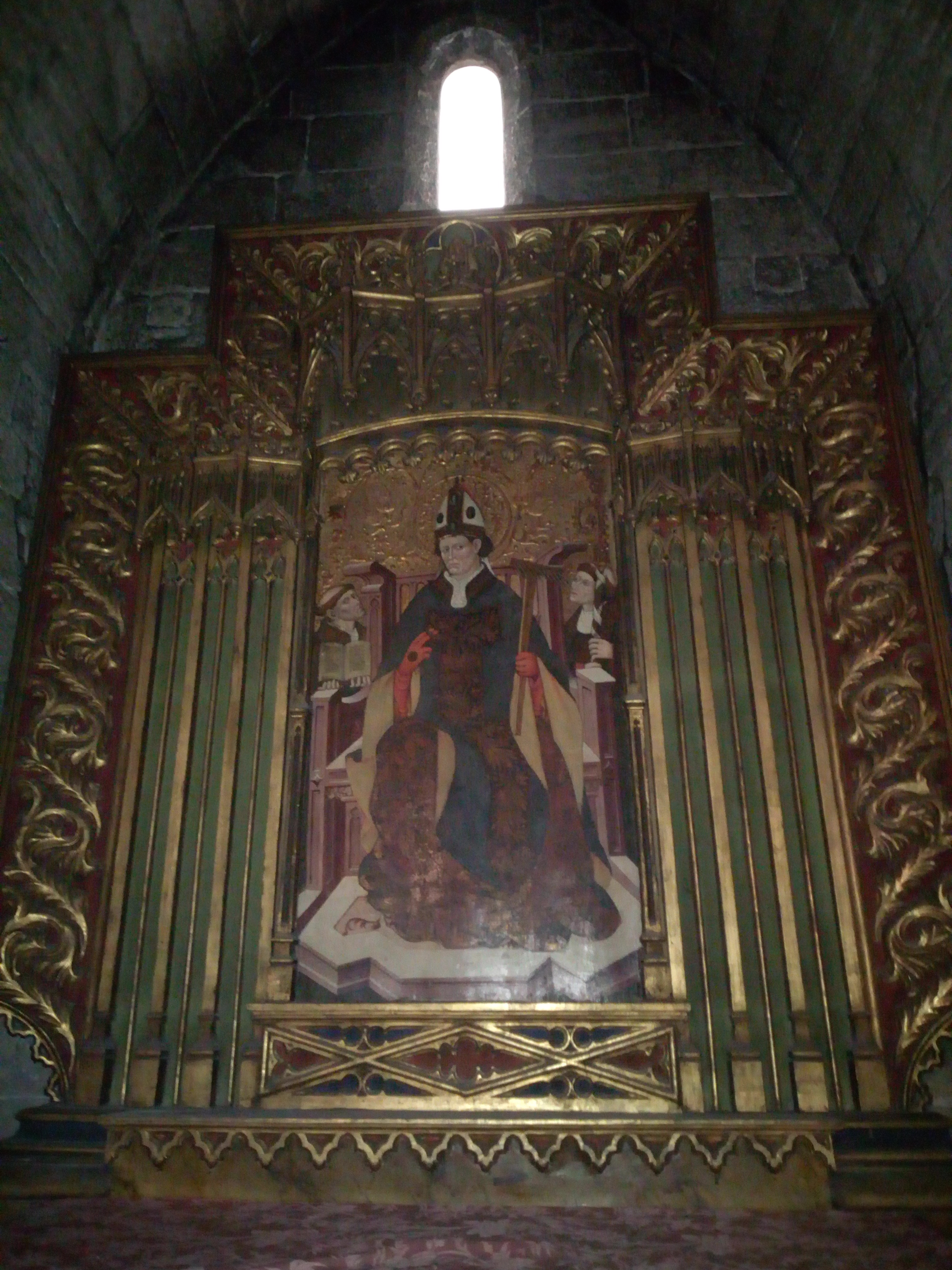
Taula pictòrica de Sant Blai (1450)
Autor de l'obra: Jaume Ferrer II

- Capella de Sant Nicolau: on abans hi havia un retaule en el seu honor, però que actualment alberga una pica baptismal i un crucifix al mur de la part central de la capella.

Per tal que la llum entri en aquesta part de l'església hi ha un òcul tallat en pedra en forma de Calvari (Crist clavat a la creu acompanyat de la Mare de Déu i de Sant Joan Evangelista).
Un dels altres tresors que podem trobar en una columna que uneix aquesta nau amb la nau central és un crucifix fet per l'autor Josep Llimona, l'any 1920.
En aquesta nau s'hi llueix el retaule de Santa Úrsula, datat al segle xiv i esculpit per Jaume Cascalls i a la vora d'aquesta obra s'hi forma la Capella del Sant Crist Trobat. Aquesta capella on abans hi havia la Capella de Santa Bàrbara conserva l'escultura original del nervi que la sosté dins de l'àmbit poligonal que la conforma i a l'interior hi ha una urna de vidre on es venera l'escultura del Sant Crist Trobat, obra de Jaume Perelló i reproducció de la que fou cremada l'any 1936.

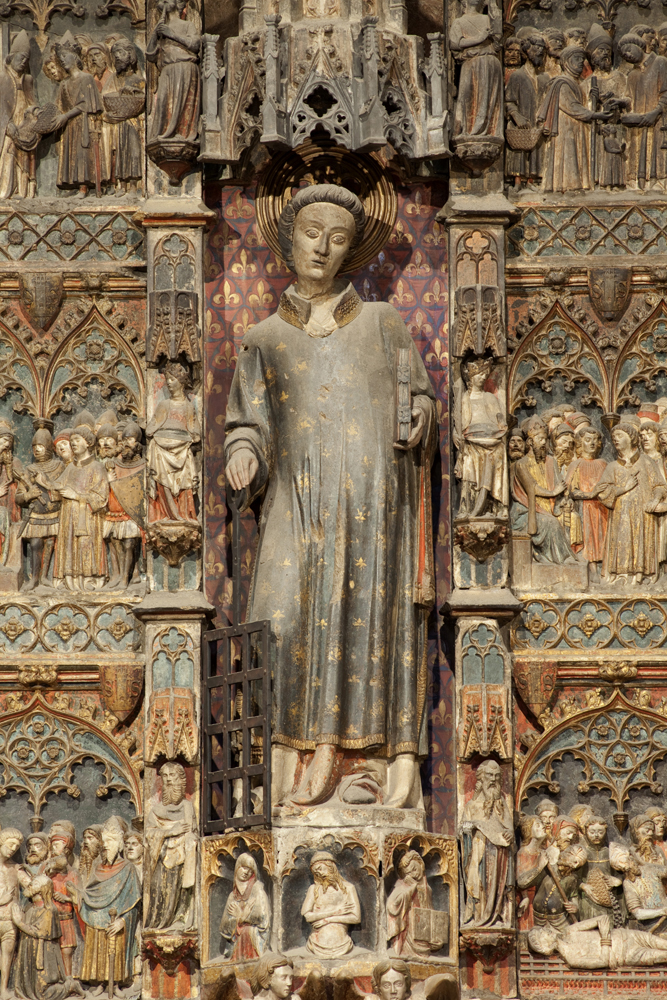
Retaule de Sant Llorenç

### La nau central
Situat a darrere de l'altar, s'hi troba el retaule major de Sant Llorenç. És una obra de pedra policromada datada al segle xiv i de l'autor Bartomeu Robió. Aquest retaule està compost per dotze relleus repartits entre els dos costats i que narren la vida i el martiri de Sant Llorenç.
També en el mateix espai, al costat esquerre del presbiteri, hi ha la Mare de Déu de Saidí. És una talla de pedra policromada i que data del segle xiv, esculpida per Bartomeu de Robió, igual que el retaule major. Aquesta obra, entre d'altres, procedeix de la col·lecció d'escultures gòtiques del Museu de Lleida i es conserva en dipòsit a l'església, des que al 1940, en conjunt amb altres obres, va ser traslladada.
A més a més, a la zona de l'absis es van obrir dues capelles de base rectangular, que van ser finançades per famílies aristòcrates de la ciutat. La capella esquerra de l'hemicercle s'anomenà Capella de Sant Pere i Sant Salvador i tenia la funció de capella funerària. Doncs, en aquella època, la noblesa tenia el desig d'enterrar-se en les esglésies com a símbol de riquesa i religiositat. La capella dreta, es deia Capella dels sants Bernat, Esteve i Margarida, datada al segle xiv i d'estil gòtic, avui en dia es fa servir com a sagristia. Les dues capelles conserven algunes obres artístiques importants com la figura jacent de Simó Grassa o el retaule de Sant Pere.

### La nau de Santa Llúcia
En aquest espai es troba la Capella de la Santíssima Trinitat, la qual és de planta poligonal i al centre té un finestral format per un arc apuntat pel qual entra la llum de l'exterior. El sostre de la capella està compost per una volta de nervis que es remata en una clau on apareix la imatge de l'Agnus Dei. A l'interior d'aquesta, s'hi conserva una escultura feta en alabastre i policromada, d'estil gòtic, anomenada la Mare de Déu dels Fillols i que prové de la Portada dels Fillols de la Seu Vella, on va estar postrada durant molt temps. Aquesta obra pertany al cercle artístic de Bartomeu de Robió i és una de les verges gòtiques més importants de la ciutat. A més a més en aquesta nau s'hi conformen tres capelles més:
- La capella de Sant Joan Evangelista i Sant Joan Baptista: és una capella funerària on es troba el monument funerari de Ramon de Tàrrega, noble influent de la ciutat de Lleida en el moment (S. XIV). El monument està encastat a la paret com també la seva tomba i s'hi pot apreciar a la part de baix dues escultures en forma de lleó recolzant el seu sarcòfag que conté inscripcions i també els escuts heràldics. A la part de damunt, hi ha la seva pròpia estàtua com a símbol de què era una persona adinerada e important i que buscava fer constar el reconeixement social que havia tingut en vida.
-La capella de Sant Jaume: actualment dedicada a Sant Jaume, però en els seus orígens no era així. S'hi erigeix la imatge de Sant Jaume, que prové de l'església parroquial de Montclar d'Urgell i està datada al segle xv. En l'àmbit de la nau, els trams estan units per voltes de creueria, que conserven les claus de volta i on apareixen diferents figures com el Martiri de Sant Llorenç, la Mare de Déu amb el Nen i Crist exhibint les llagues de la passió. D'altra banda, en aquest espai es conserva el Conjunt escultòric de Sant Miquel de Saidí de pedra policromada, adossat a una de les columnes que donen a la nau central i que separa les dues zones. Aquesta peça gòtica és de la col·lecció diocesana del Museu de Lleida des de 1897 i que provenia de la parròquia de Saidí. En un altre pilar, hi ha encastat el sepulcre del bisbe Gregori Galindo, datat al segle xviii i provinent de l'església del Col·legi de l'Ensenyança, que es cremà a la guerra civil.
-La Capella de Santa Llúcia: en un dels extrems de la nau, fou fundada per Domènec I de Montsuar que va demanar que s'erigís en el seu testament i el seu nebot va ser qui començà, doncs, les obres d'aquesta. Originàriament, allí és on hi havia el retaule de Santa Llúcia, el qual està col·locat, avui en dia a la nau de Santa Bàrbara. La capella així dita, desaparegué al segle xviii i es construí llavors, l'església de Sant Crist Trobat. Aquesta s'enderrocà al 1936, de la qual només es conserven les voltes amb insígnies de la Família Montsuar i la clau de volta on figura la imatge de Santa Llúcia. On hi hagué la capella, avui en dia hi ha una escultura gòtica realitzada en pedra policromada referent a Santa Llúcia de La Granadella. Data sobre l'any 1400 i prové, tal com diu el seu nom, de La Granadella.
Als peus d'aquesta nau, trobem en planta rectangular, la sagristia. També s'hi enfilen unes escales que porten a trobar-se amb el cor, situat als peus de la nau central, en el qual s'aixeca l'orgue del temple. A l'interior de la sagristia, roman el Crucifix, obra de l'Escola d'Olot i de l'any 1966. Aquest, és el que es treu a la processó del Sant Enterrament, presidint el pas del Crist dels Portants.

### La nau de Santa Úrsula

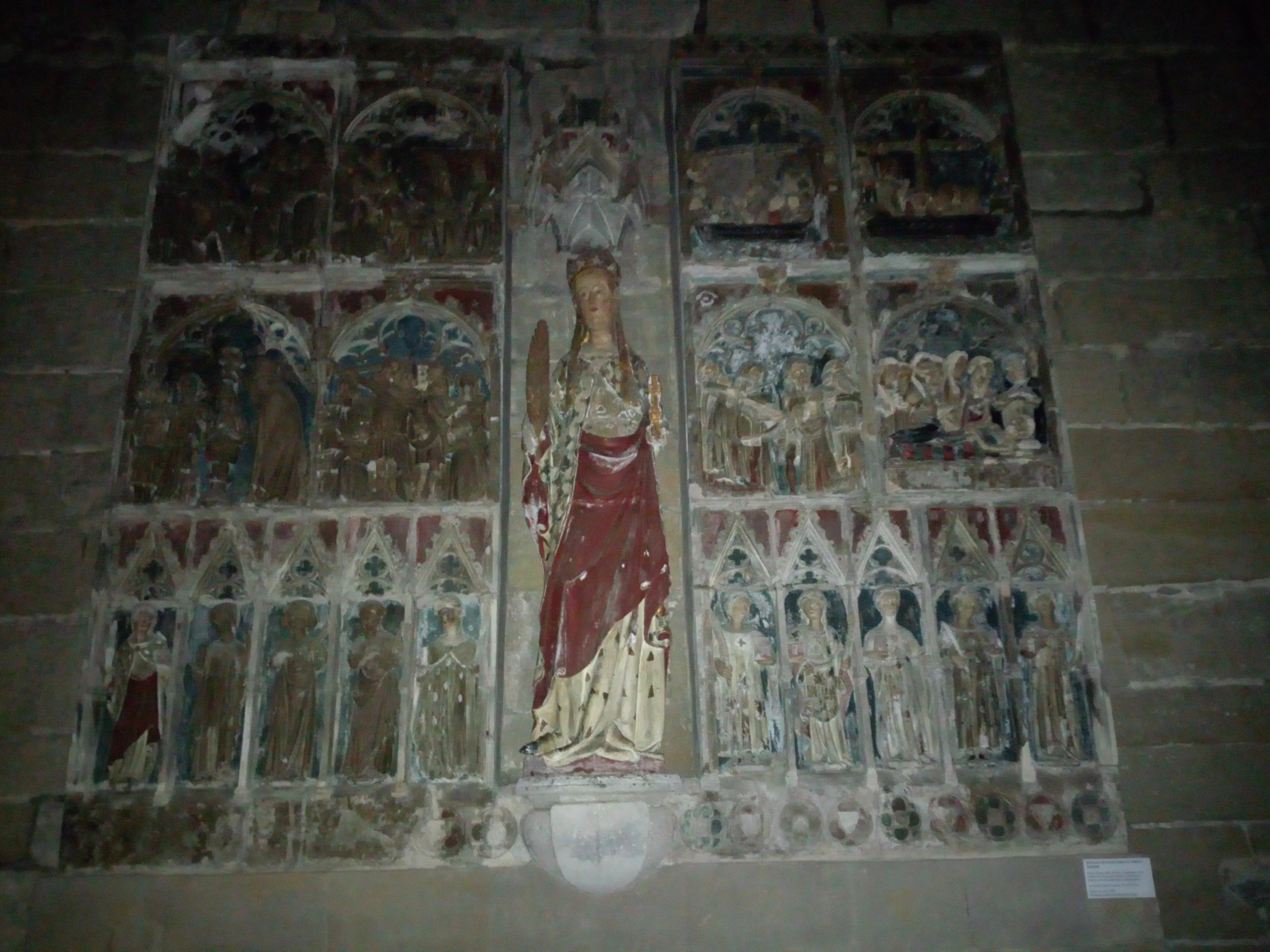
Retaule de Santa Úrsula

Aquesta nau és l'última ampliació que es va fer a l'església. Està formada per quatre trams, on els sostres acaben amb voltes de creueria i en un tram hi ha una volta estrellada. D'aquestes, es conserven les claus de volta on hi són representades figures com Sant Marc, l'Assumpció de Maria, la Mare de Déu amb el Nen, Santa Úrsula i diferents clergues.
En aquesta zona de l'església s'hi guarda la Capella de Santa Úrsula i les Onze Mil Verges, erigida en honor d'aquesta Santa. En primer moment hi hagué el retaule de Santa Úrsula, que actualment es troba reubicat a la nau de Santa Bàrbara. Tant el retaule, com la capella foren encomanats per Simó Caldera, que fou un mercader de Lleida molt important dels segles xiv i xv.
En el mur de la nau més proper a la sagristia, hi ha dos grans llençols pintats a l'oli. Encara que, el seu autor és desconegut, se sap que és obra d'escola espanyola i que data al segle xviii. Aquesta obra rep el títol de Nativitat i Epifania on es presenten les imatges corresponents al seu nom. Fou donada per una família de Lleida, la família Solé, que les entregà a l'església el 1980.

## L'exterior del temple

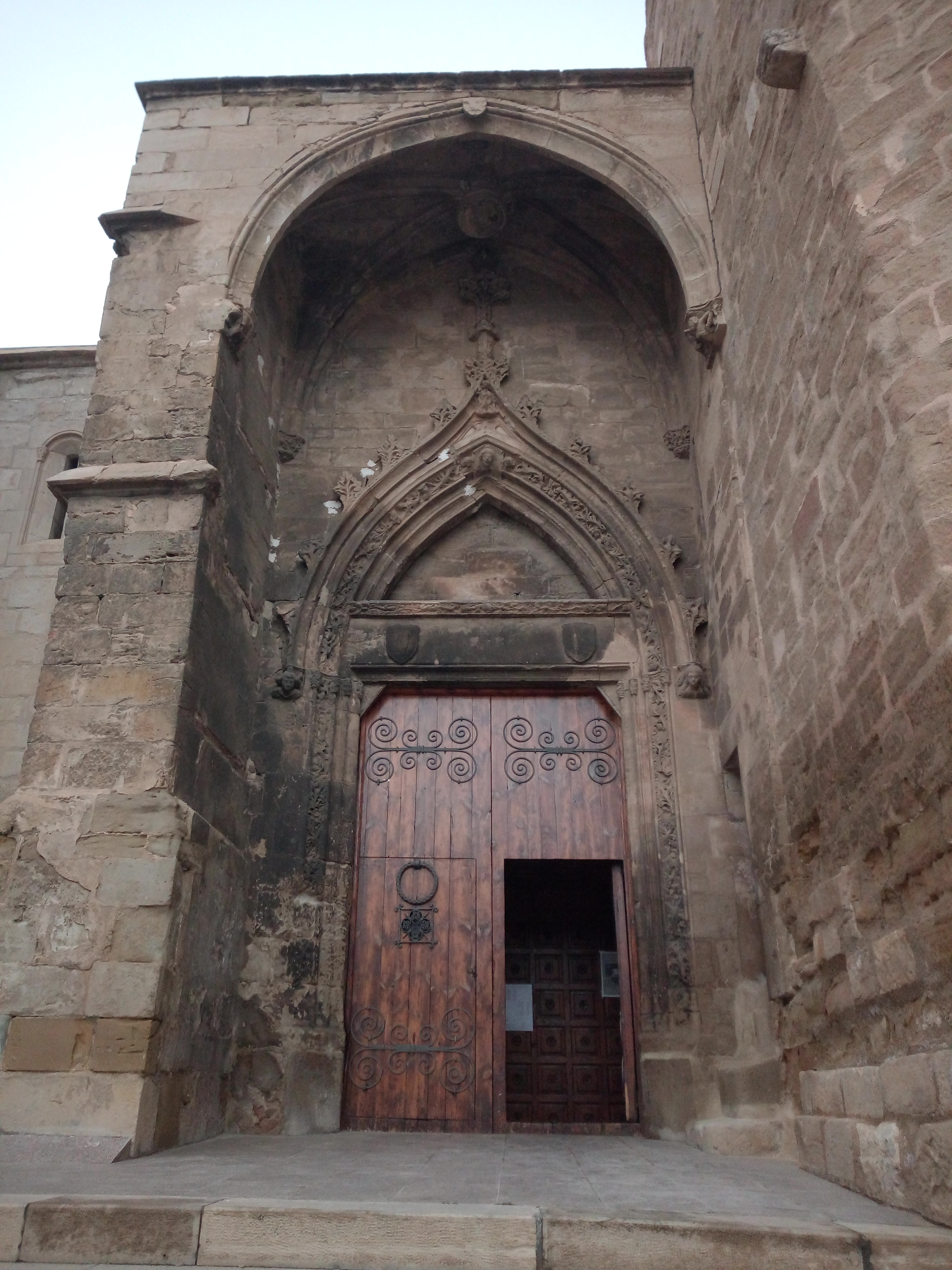
Portada de Sant Llorenç

Des de fora de l'edifici podem apreciar les últimes dues modificacions que es varen fer al temple: la torre-campanar adossat a l'edifici amb una portada oberta al centre de la nau de Santa Úrsula. Les dues aportacions arquitectòniques van ser finançades per la Família Gallart. Per això a la portada es poden veure els escuts d'armes d'aquesta família. Aquesta portada s'anomena la Portada de Sant Llorenç. Està decorada amb un arc apuntat que l'envolta i es veu adornat d'elements vegetals que pugen fins a l'arquivolta central que remata la part superior mitjançant un arc conopial. Precedint la portada, podem admirar un gran arc triomfal cobert per una volta de creueria.
La torre-campanar és una torre gòtica octogonal construïda a principis del segle xv. A la part superior, on es troben les campanes, hi ha vuit finestrals perforats i coronats amb arcs de punta d'ametlla que estan ressaltats per tres arquivoltes i al centre d'aquestes apareixen traceries. Per tal de rematar el campanar, a la part del coronament, roman un registre amb arquets cecs i sustentats per mènsules decorades amb petits caps humans.
A l'exterior de la capçalera es pot apreciar com es fusionen els dos estils arquitectònics: el llenguatge romànic a través de l'absis principal en forma semicircular i amb un arc de mig punt, i el llenguatge gòtic dels absis laterals en forma poligonal i amb arcs ogivals i apuntats.
Com a prova de què l'exterior del temple es va fer servir com a lloc d'enterrament, en un dels absis hi ha encastat un sarcòfag, datat al segle xiv i que pertanyia a la Família Rodera. La qual havia finançat la Capella dels sants Bernat, Esteve i Margarida.
A la façana posterior de l'església o façana nord hi ha una altra portada, també rematada amb un arc conopial. En l'actualitat, és un altre accés que té l'església i és per on entren les núvies quan s'hi duen a terme celebracions de casaments.

## Història
L'any 1168 és el primer cop que l'església de Sant Llorenç apareix esmentada en documents, exactament al document anomenat Ordinatio Ecclesiae Ilerdensis Arxivat 2018-01-12 a Wayback Machine., on regulava l'organització parroquial de la ciutat. Encara que pot ser que no fos el temple que existeix avui en dia, sinó que fa referència als límits territorials de la parròquia. No obstant això, la data d'inici de construcció de l'església és a finals del segle xii (1194-95). Conjuntament amb Santa Maria de Gardeny i Sant Ruf és un dels edificis cristians més antics de Lleida. A més a més, la parròquia de Sant Llorenç es considerada, després de la Seu Vella, el millor temple medieval de l'urbs.
En el barri de l'església vivien les famílies nobiliàries i més importants de Lleida com els Rodera, els Gallart, els Montsuar o els Tàrrega, entre d'altres. Aquestes van contribuir econòmicament en les ampliacions gòtiques de l'església que es feren al segle xiv i XV.
Aquest edifici va ser utilitzat en dos períodes com a catedral. El primer, al segle xviii, moment en què la Seu Vella fou convertida en caserna militar; i el segon, des del 1936 fins al 1952, ja que va ser incendiada la Catedral Nova a causa de la guerra civil. Tot i això, és l'única construcció medieval que ha tingut la mateixa funció des que va ser construïda fins ara: ser la parròquia del barri de Sant Llorenç.

## Actualitat
Actualment l'església i el museu tenen un acord de col·laboració, per això des del museu s'organitzen visites guiades a la parròquia, tant de l'exterior com de l'interior de l'edifici.